# Legenda o Ugetsu
Legenda o Ugetsu (japonsko 雨月物語, Hepburn Ugetsu Monogatari) je japonski črno-beli fantazijski romantično dramski film iz leta 1953, ki ga je režiral Kendži Mizoguči po scenariju Jošikate Jode in Macutara Kavagučija. Temelji na zbirki kratkih zgodb Ugetsu Monogatari Uede Akinarija iz leta 1776, ki vsebujejo različne nadnaravne sile in spadajo v japonski žanr jidaigeki. V glavnih vlogah nastopajo Masajuki Mori, Mačiko Kjo in Kinujo Tanaka. Dogajanje je postavljeno v obdobje Azuči-Momojama (1573–1600), ko kmet in lončar med državljansko vojno zapusti svojo ženo in otroka ter ga z grožnjo zapelje duh. V podzgodbi poskuša njegov prijatelj uresničiti svojo globoko željo postati velik samuraj, toda na račun svoje žene. Glavne teme so etičnost vojne, prepovedan odnos s svetom duhov in zanemarjanje družinske dolžnosti.
Film je bil premierno prikazan 26. marca 1953 in je naletel na dobre ocene kritikov. Na Beneškem filmskem festivalu je prejel srebrnega leva in nagrado Pasinetti, na 28. podelitvi je bil nominiran za oskarja za najboljšo kostumografijo. Na Japonskem je prejel nagrade Kinema Junpo, Mainiči in ministrstva za izobraževanje. Film velja za enega najboljših Mizogučijevih del in mnogi kritiki ga uvrščajo med vrhunce japonske kinematografije in filme, ki so vidno pripomogli k popularizaciji japonskih filmov na zahodu.

## Vloge
- Mačiko Kjo kot ga. Vakasa
- Micuko Mito kot Ohama
- Kinujo Tanaka kot Mijagi
- Masajuki Mori kot Gendžuro
- Eitaro Ozava kot Tobei
- Ičisaburo Savamura kot Geniči
- Kikue Mori kot Ukon
- Rjosuke Kagava kot vaški poglavar
- Eigoro Onoe kot vitez
- Saburo Date kot vazal
- Sugisaku Aojama kot stari duhovnik
- Reiko Kongo kot starka v bordelu
- Šozo Nanbu kot šintoistični duhovnik
- Ičiro Amano kot čolnar
- Kičidžiro Ueda kot lastnik trgovine
- Teruko Omi kot prostitutka
- Keiko Kojanagi kot prostitutka
- Micusaburo Ramon kot komandir
- Džun Fudžikava kot izgubljeni vojak
- Rjuudži Fukui kot izgubljeni vojak
- Masajoši Kikuno kot vojak
- Hadžime Košikava
- Sugisaka Kojama kot visoki duhovnik
- Rjuzaburo Micuoka kot vojak
- Kodži Murata
- Fumihiko Jokojama